# Estrella Galán
Estrella Galán Pérez (ur. 24 lipca 1971 w Madrycie) – hiszpańska polityczka i działaczka społeczna, deputowana do Parlamentu Europejskiego X kadencji.

## Życiorys
Absolwentka antropologii kulturowej, uzyskała także dyplom z pracy socjalnej na Uniwersytecie Complutense w Madrycie oraz magisterium w dziedzinie migracji na Uniwersytecie Autonomicznym w Madrycie. Zawodowo związana głównie z trzecim sektorem, specjalizując się w kwestiach praw człowieka, azylu oraz integracji. Została także wykładowczynią na różnych studiach magisterskich i podyplomowych. Od 1999 pracowała w Comisión Española de Ayuda al Refugiado (CEAR), organizacji pozarządowej zajmującej się pomocą uchodźcom. W 2011 objęła funkcję jej dyrektora generalnego. Weszła również w skład rady think tanku Fundación Alternativas.
W wyborach europejskich w 2024 była liderką listy wyborczej lewicowej formacji Sumar; w wyniku głosowania uzyskała mandat posłanki do Europarlamentu X kadencji.